# 香港國際機場古物園

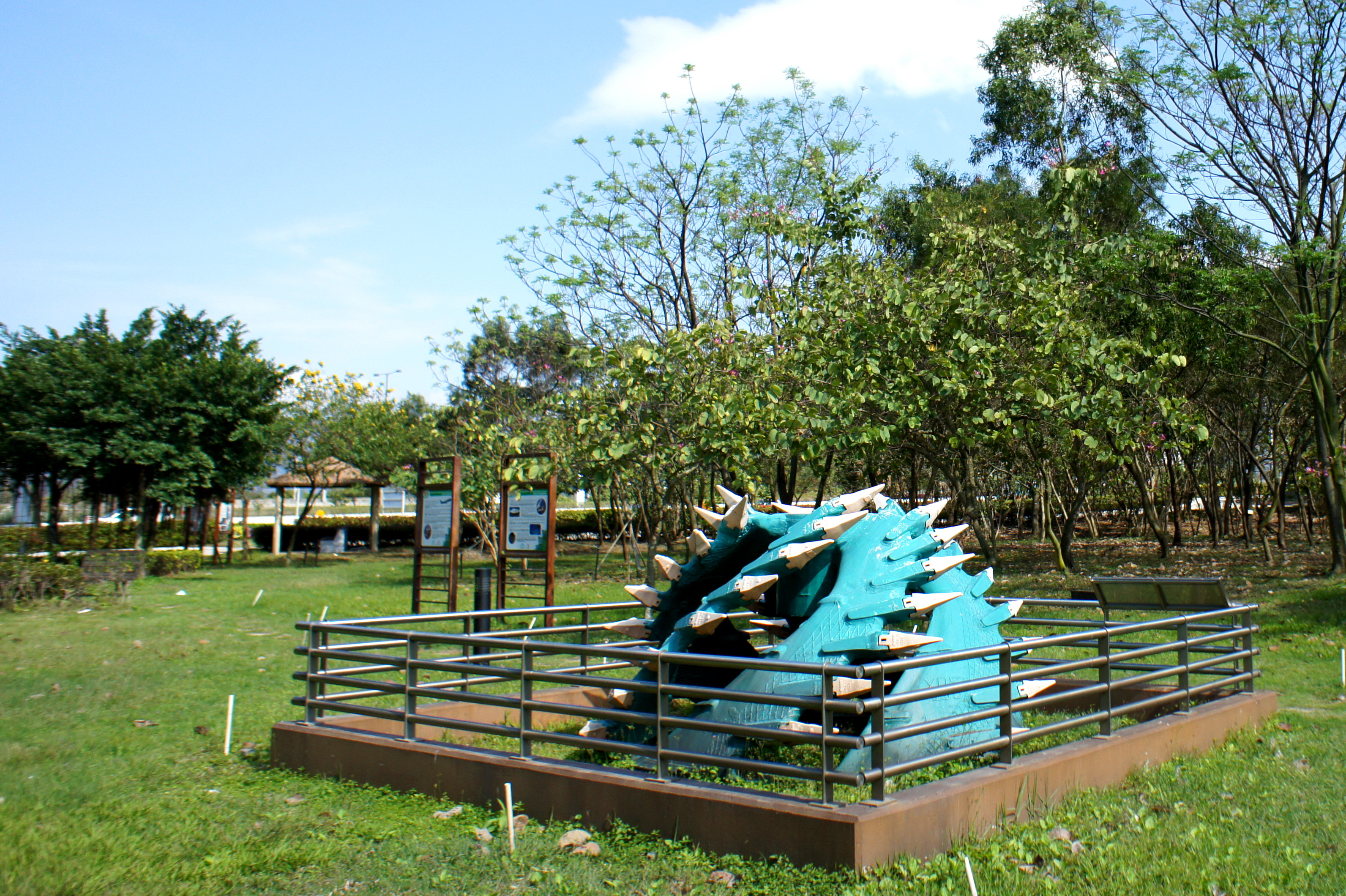
機場古物園內的巨型絞刀展品

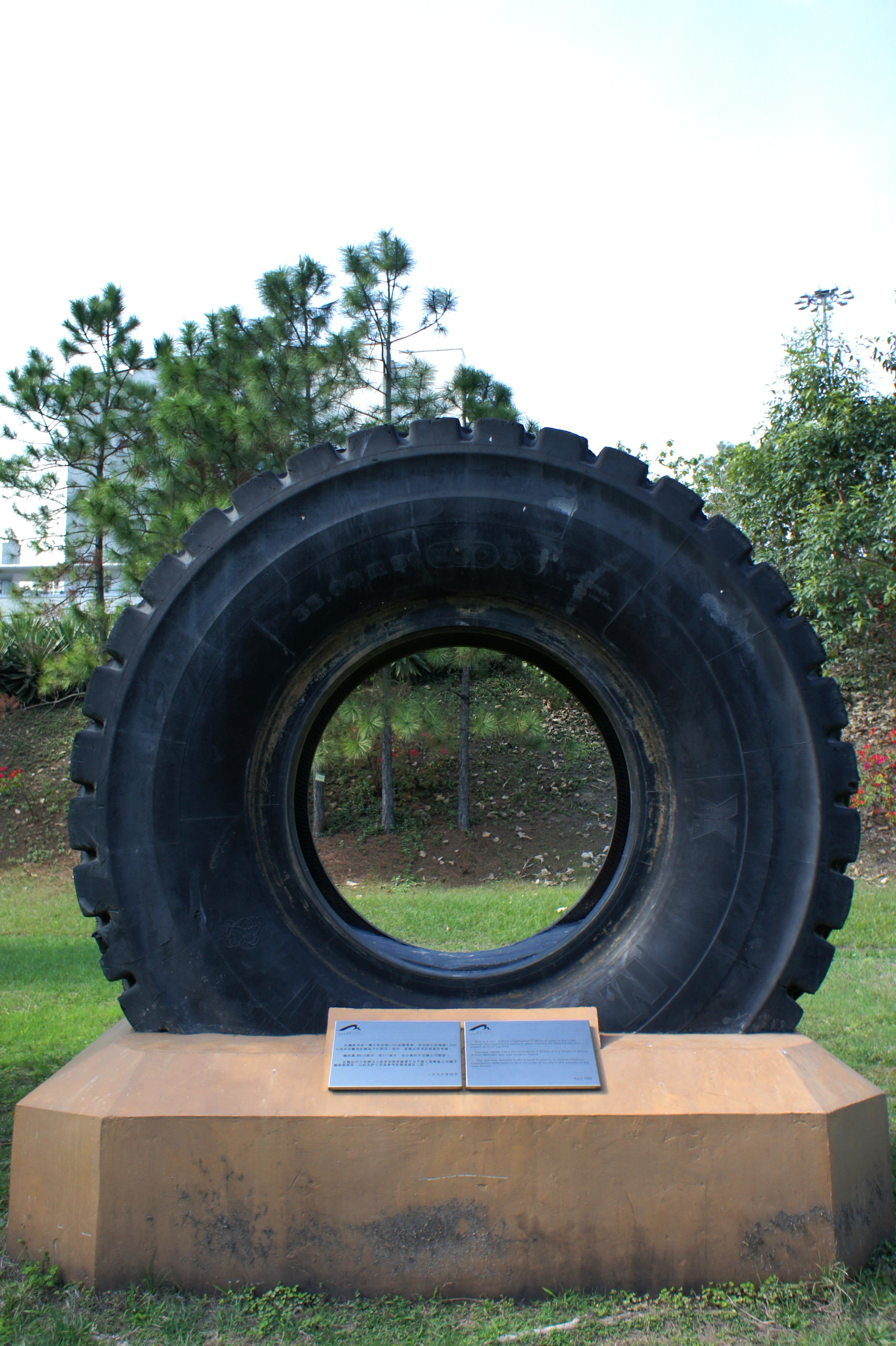
機場古物園內的卡特彼勒C785載重車的巨型輪胎展品

香港國際機場古物園（英語：Hong Kong International Airport Historical Garden），是香港一座以香港國際機場古物為主題的主題公園，佔地20,000平方米，位於新界赤鱲角東岸路南端，北面為國泰城、南面為機場緩跑徑及觀景山，毗連香港國際機場古窯公園，於2006年3月18日正式啟用，由機場管理局管理。
香港國際機場古物園園內設有展覽板，介紹香港國際機場及展示其興建歷史，及香港航空業及香港運輸業的發展。此外，古物園園內擺放了興建機場時曾經使用過的機械零件，包括用於香港國際機場填海工程的吸泥船 Sliedrecht 31號所使用的巨型絞刀，長3米，高18米；及一個用於香港國際機場平台開拓工程的卡特彼勒C785載重車的巨型輪胎。該輪胎圓周870厘米，高277厘米，由法國米芝蓮公司生產。
古物園在2021年翻新，添置了水磨石座椅、 由意大利引入的健身設施及瑜伽平台。

## 開放時間
每日開放時間：09:00-17:30。

## 鄰近
- 國泰城

## 資料來源
1. ↑   (PDF): 78. 2021-05-31  [2023-01-13]. （原始内容存档 (PDF)于2022-12-23）. （页面存档备份，存于）
2. ↑  . Facebook. 2021-05-11  [2023-01-13]. （原始内容存档于2023-01-13）. （页面存档备份，存于）